# Neotherium mirum
Il neoterio (Neotherium mirum) è un mammifero pinnipede estinto, appartenente agli odobenidi. Visse nel Miocene medio (circa 17-14 milioni di anni fa) e i suoi resti fossili sono stati ritrovati in Nordamerica e in Asia.

## Descrizione
Questo animale doveva essere piuttosto simile a un leone marino attuale, e le dimensioni dovevano essere relativamente contenute. Era assai simile all'analogo Prototaria e come questo era sprovvisto delle lunghe zanne dei trichechi attuali, ma se ne differenziava per l'avere un cranio più allungato, un'arcata zigomatica molto sottile, un forame mediano lacerato esposto ventralmente e premolari più piccoli, ma maggiormente molariformi. La morfologia generale di Neotherium assomigliava a quella dei pinnipedi arcaici come Enaliarctos, con denti postcanini costituiti da tre o quattro cuspidi allineate longitudinalmente e i denti compresi tra il secondo premolare inferiore al primo molare inferiore a doppia radice, ma mostrava anche caratteristiche derivate come i metaconidi ridotti e le radici dei canini bilobate.

## Classificazione
Neotherium è un rappresentante arcaico degli odobenidi, la famiglia di pinnipedi attualmente rappresentata dai soli trichechi. In particolare, sembra che Neotherium fosse in una posizione più derivata di Prototaria e Proneotherium, ma meno derivata rispetto a Imagotaria.
Neotherium mirum venne descritto per la prima volta nel 1931, sulla base di resti fossili rinvenuti in California in terreni risalenti al Miocene medio. Altri fossili appartenenti a questa specie sono stati ritrovati in Giappone in terreni coevi, e fossili attribuiti con qualche incertezza al genere Neotherium provengono dal Messico.

## Paleobiologia
Sembra che gli esemplari adulti di Neotherium siano riferibili a due distinte classi di dimensione, ed è probabile che questo sia dovuto a un accentuato dimorfismo sessuale, il più antico riscontrato negli odobenidi. 